# Jürgen Grabowski
Jürgen Grabowski (Wiesbaden, 7 luglio 1944 – Wiesbaden, 11 marzo 2022) è stato un calciatore e allenatore di calcio tedesco, di ruolo centrocampista, campione d'Europa e del mondo con la Nazionale tedesca occidentale rispettivamente nel 1972 e nel 1974.

## Carriera
Grabowski ha trascorso tutta la carriera professionistica nell'Eintracht Francoforte realizzando 109 gol in 441 partite in Bundesliga, tra il 1965 e il 1980. Ha vinto la Coppa di Germania nel 1974 e nel 1975 e la Coppa UEFA nel 1980.

## Nazionale
Ha partecipato a tre Mondiali e un Europeo con la Nazionale della Germania Ovest.
Ha giocato 44 partite internazionali e ha segnato 5 gol per la Germania Ovest tra il 1966 e il 1974. Grabowski ha debuttato a livello internazionale contro l'Irlanda nel maggio del 1966, entrando così in rosa per la Coppa del Mondo in Inghilterra dello stesso anno. Tuttavia non ha giocato nessuna gara della Coppa del Mondo. Nella Coppa del Mondo in Messico nel 1970 Grabowski si è seduto in panchina nelle prime quattro partite per poi giocare dall'inizio nella semifinale in cui la sua nazionale venne sconfitta dall'Italia. Era presente nel Campionato europeo di calcio 1972, che la Germania Ovest vinse. Anche questa volta, seduto in panchina, ha potuto fare solo un cameo in semifinale contro il Belgio. In occasione della Coppa del Mondo in casa 1974, Grabowski fu titolare, e giocò in attacco insieme a Gerd Müller e al suo compagno di club nell'Eintracht Francoforte, Bernd Hölzenbein. Grabowski segnò un gol nella vittoria per 4-2 sulla Svezia. La vittoriosa finale sui Paesi Bassi dei vari Cruijff, Neeskens, van Hanegem, Suurbier e Krol, fu l'ultima gara di Grabowski in nazionale.

## Palmarès

### Club

#### Competizioni nazionali
- Coppa di Germania: 2

Eintracht Francoforte: 1973-1974, 1974-1975

#### Competizioni internazionali
- Coppa UEFA: 1

Eintracht Francoforte: 1979-1980
- Coppa Piano Karl Rappan: 1

Eintracht Francoforte: 1966-1967

### Nazionale
- Campionato d'Europa: 1

Belgio 1972
- Campionato mondiale: 1

Germania Ovest 1974